# 七台河市
七台河市（しちだいが-し）は中華人民共和国黒竜江省に位置する地級市の一つである。
鶴崗市に並ぶ中国を代表する炭鉱都市であり、1958年に採掘開始して以来現在まで中国国内の石炭供給源のひとつとされている。

## 地理
七台河市は黒竜江省東部に位置し、南は鶏西市及び牡丹江市、北はジャムス市及び鶴崗市、東は双鴨山市、西はハルビン市と接している。
桃山区、茄子河区、勃利県に三方から囲むように市中心部に桃山ダムがある。このダムは倭肯河として松花江支流のひとつに数えられる。

## 歴史
市名はオロチョン語で「薪屋」を意味する奇塔河が転訛したものである。
初めての行政区画は1948年に設置された七台河区であり、1951年には第十二区と改称されている。1956年3月の区制廃止に伴い七台河、茄子河、中心河の三郷に分割された。人民公社化が推進されると1958年9月には七台河人民公社、同年12月には七台河鉱区人民公社が相次いで設置され、1960年3月の七台河鎮設置に伴い七台河鎮人民公社と称されるようになった。
七台河で産出される石炭を重視した中国政府は1965年2月2日に七台河特区を設置、七台河炭鉱で政府と企業の一体化が推進された。同年5月20日には七台河特区人民委員会が正式に成立すると七台河鎮は廃止されることとなった。
1970年4月1日、黒竜江省革命委委員会は七台河特区の廃止の決定と県級の七台河市の設置を決定、更に1983年10月8日には地級市に昇格し現在に至っている。

## 行政区画
3市轄区・1県を管轄する。
- 市轄区：
  - 桃山区・新興区・茄子河区
- 県：
  - 勃利県

| 七台河市の地図                |
| ----------------------------- |
| 新興区 桃山区 茄子河区 勃利県 |

### 年表
この節の出典
- 1983年10月8日 - 合江地区七台河市が地級市の七台河市に昇格。(1市1県)
  - 合江地区勃利県を編入。
  - 合江地区宝清県の一部が七台河市に編入。
- 1984年12月15日 - 桃山区・新興区・茄子河区が発足。(3区1県)
- 2009年12月11日 - 勃利県の一部が新興区に編入。(3区1県)

## 交通

### 鉄道
- 中国国家鉄路集団
  - 中国鉄路ハルビン局集団公司
    - 牡佳旅客専用線（中国語版）
    - 図佳線
    - 勃七線（中国語版）

### 道路
- 高速道路
  - 鶴大高速道路
  - 依興高速道路
- 国道
  -  G201国道
  -  G229国道（中国語版）

## 健康・医療・衛生
- 七台河市人民医院、七台河紅十字博愛医院、七台河警官医院、七台河市中医医院、七台河市新興区医院、七台河市新興区婦幼保健院、七台河市茄子河区医院、勃利県人民医院

## 名所・旧跡・観光スポット
- 勃利国家森林公園（中国語版）
- 石龍山国家森林公園（中国語版）